# Bahnhof Gernrode (Harz)

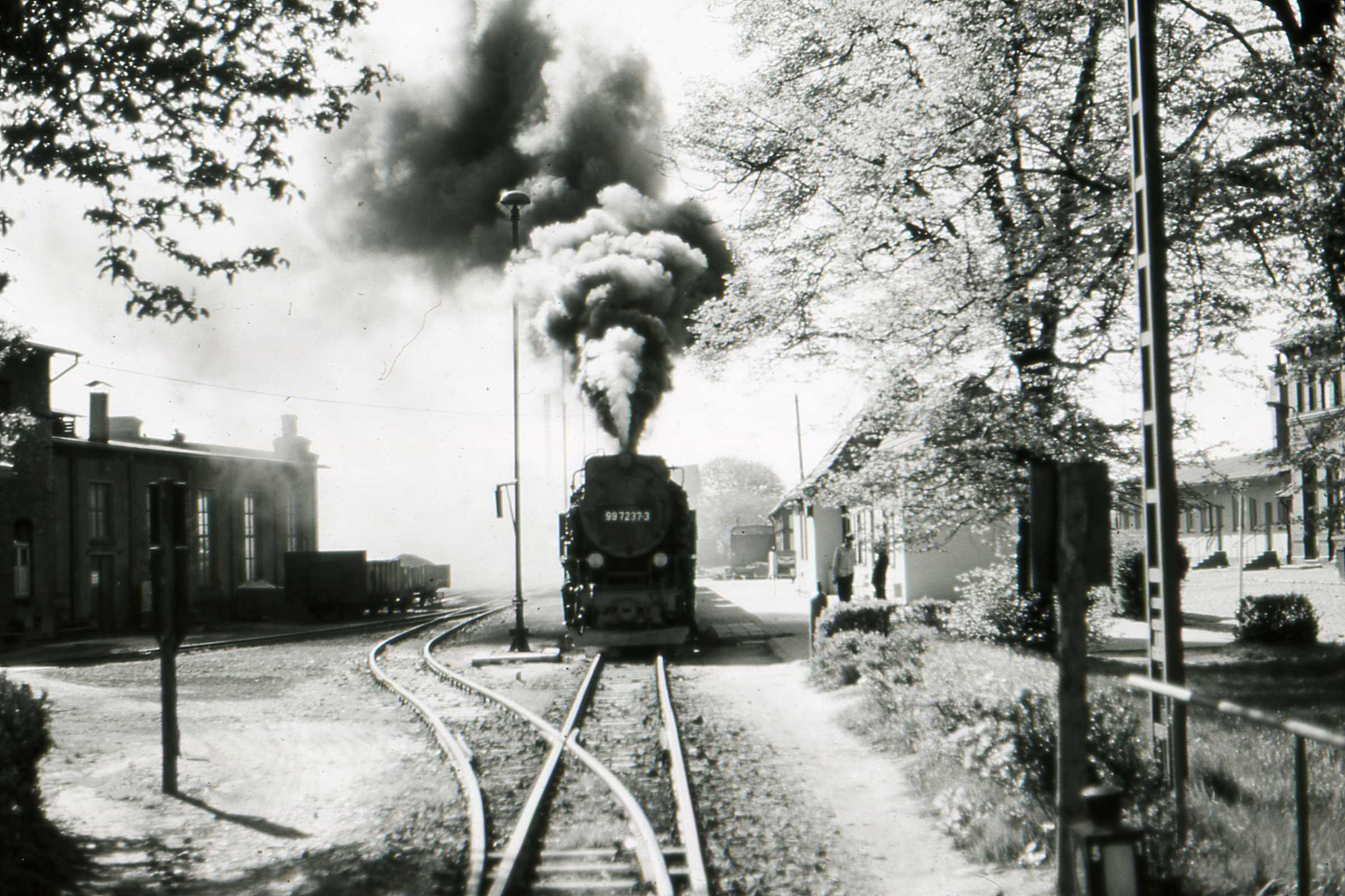
Selketalbahn im Bahnhof Gernrode im Mai 1990. Links: Lokschuppen, Mitte: Gebäude Schmalspurstrecke, ganz rechts: Empfangsgebäude Normalspurstrecke

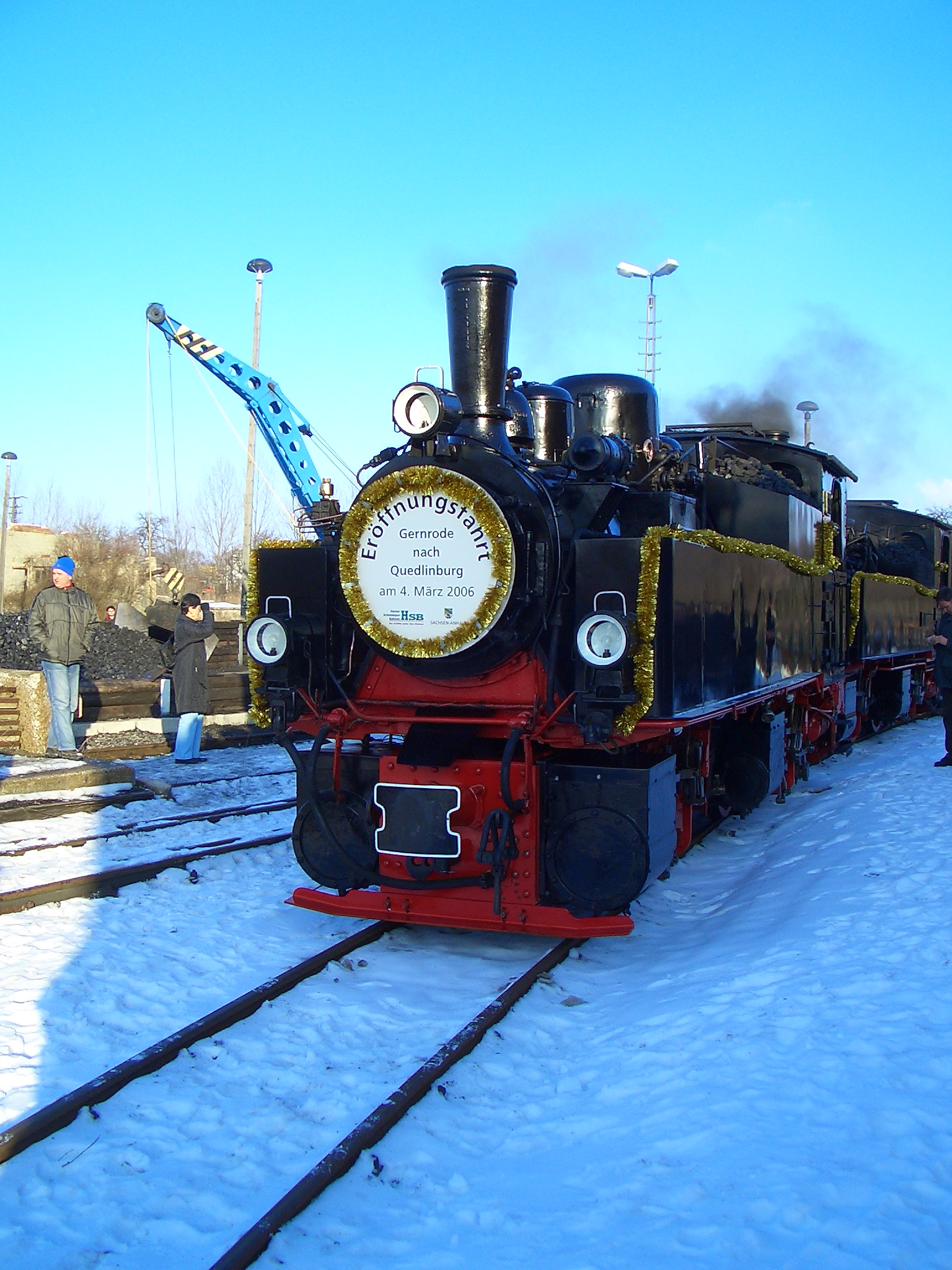
Erste Fahrt der Schmalspurbahn zwischen Quedlinburg und Gernrode am 4. März 2006

Der Bahnhof Gernrode (Harz) ist ein denkmalgeschützter Bahnhof an der schmalspurigen Selketalbahn sowie an der ehemaligen Normalspurbahn Frose–Quedlinburg in dem zur Stadt Quedlinburg in Sachsen-Anhalt gehörenden Ortsteil Stadt Gernrode.

## Lage
Er befindet sich östlich der Gernröder Altstadt an der Adresse Otto-Franke-Straße 1 und ist im örtlichen Denkmalverzeichnis als Bahnhof eingetragen.

## Architektur
Der Bahnhof wurde 1885 für die normalspurige Bahnstrecke Frose–Quedlinburg gebaut. Es entstand ein Empfangsgebäude aus roten Backsteinen mit einer Wohnung für den Bahnhofsvorsteher. Die Fassade ist sowohl durch farbliche als auch plastische Elementen gegliedert. Es bestehen seitliche Kopfbauten, die von großen Walmdächern bedeckt sind. Die Erscheinung des Gebäudes erinnert daher an französische Landschlösser aus der Zeit der Renaissance.
Im Gebäudeinneren ist der Schalterraum, der Wartesaal und die Gepäckabfertigung noch weitgehend im Original erhalten.
Östlich wurde eine zum Bahnsteig offene Wartehalle in Fachwerkbauweise angefügt. Der Bahnsteig selbst wurde mit einem noch im Original erhaltenen Kleinpflaster aus Naturstein belegt. Neben dem Hausbahnsteig war noch ein zweiter Schüttbahnsteig vorhanden. 

## Geschichte
Direkt gegenüber der Normalspuranlage, auf der Straßenseite des Empfangsgebäudes, entstand der Bahnhof der schmalspurigen Selketalbahn. Hier gibt es ein kleines eigenes Empfangsgebäude. Die Entscheidung zum Bau dieser Bahn war am 11. April 1885 auf dem Stubenberg gefallen. Am 7. August 1887 erfolgte die Eröffnung des Teilstücks zwischen Gernrode und Mägdesprung.
Westlich davon befindet sich der ehemalige Güter- und Umladebahnhof mit einem Güterschuppen und angebauten repräsentativen Verwaltungsgebäude. Außerdem gibt es einen Lok- und einen Triebwagenschuppen. 
Im Jahr 2004 wurde die normalspurige Strecke zum 31. Januar stillgelegt. Das Teilstück zwischen Gernrode und Quedlinburg wurde zur Schmalspurstrecke umgespurt, so dass die Selketalbahn nun über Gernrode hinaus bis Quedlinburg führt. Der Schmalspurbahnhof wurde zum Durchgangsbahnhof umgebaut. Die Einweihung des neuen Abschnitts der Schmalspurbahn erfolgte am 4. März 2006. Der planmäßige Verkehr wurde am 26. April 2006 aufgenommen.
Bis zum 31. Dezember 2011 trug die Otto-Franke-Straße, an der sich der Bahnhof Gernrode (Harz) befindet, den Namen Bahnhofstraße.